# Alexandre Postal
Alexandre Postal (Guaporé, 26 de abril de 1962) é um Agente Público.
Formado em Administração Pública é, atualmente, Conselheiro Titular do Tribunal de Contas do Estado do Rio Grande do Sul (TCE-RS). Foi Prefeito municipal de Guaporé, Deputado Estadual por 06 mandatos, Presidente da Assembleia Legislativa do Rio Grande do Sul, Secretário de Estado dos Transportes e Presidente da UNALE por 03 mandatos. Foi também presidente do Tribunal de Contas, de 2022 a 2023.

## Biografia
Natural de Guaporé, Alexandre Postal é irmão gêmeo de Fernado Postal. Militantes do MDB desde a época estudantil, Alexandre foi Secretário-Geral e Vice-Presidente do PMDB de Guaporé-RS. Em 1983, aos 21 anos, foi convidado a ser Assessor Parlamentar do então Deputado Estadual do mesmo partido, Antonio Lorenzi, onde trabalhou até início de 1987. Em 1989, aos 26 anos foi eleito Prefeito de Guaporé, cargo que ocupou ate final de  1992, também na mesma época foi Presidente da Associação dos Municípios da Encosta Superior do Nordeste e Presidente da Associação dos Prefeitos do PMDB-RS. Foi Assessor da Presidência da empresa TRENSURB, entre 1993 e 1994 em Porto Alegre. Em 1994 elegeu-se Deputado Estadual, cargo que ocupou por 06 mandatos consecutivos. Nessa época foi Vice-líder de Governo do RS, então Governador Antonio Britto, de 1995 a 1998, Secretário-Geral do PMDB-RS em 2001, Primeiro-Secretário da Assembleia Legislativa do Rio Grande do Sul em 2001 e 2002, Líder de Governo do RS, Governador Germano Rigotto em 2003 e 2004. Em 03 ocasiões foi Presidente da União Nacional dos Legisladores e Legislativos Estaduais (UNALE), Secretário de Estado dos Transportes do Rio Grande do Sul, também no Governo de Rigotto, Líder da bancada do PMDB em 2008.
Em 2010, foi um dos Deputados Estaduais do Rio Grande do Sul que votou a favor do aumento de 73% nos próprios salários em dezembro, fato esse que gerou uma música crítica chamada "Gangue da Matriz" composta e interpretada pelo músico Tonho Crocco, que fala em sua letra os nomes dos 36 deputados (inclusive o de Alexandre Postal) que foram favoráveis a esse autoconcedimento salarial; Giovani Cherini como presidente da Assembleia Legislativa do Rio Grande do Sul na ocasião entrou com uma representação contra o músico, Cherini falou que era um crime contra honra e o título era extremamente agressivo e fazia referência a criminosos que mataram o jovem Alex Thomas, na época Adão Villaverde que se tornou o sucessor na presidência da Assembleia Legislativa, expressou descontentamento discordando da decisão de Cherini, mas em agosto do mesmo ano o próprio Giovani Cherini ingressou com petição pedindo o arquivamento contra o músico com a alegação que não era vítima no processo (seu nome não aparecia na letra, pois como presidente do parlamento gaúcho na ocasião não podia votar) e que defendia a liberdade de expressão, na época Tonho recebeu apoio de uma loja que espalhou 20 outdoors pela capital Porto Alegre e também imenso apoio por redes sociais.
Em 2012, foi Presidente da Assembleia Legislativa do Estado em 2012. Em 2015 voltou a ser Líder de Governo do RS, no governo de José Ivo Satori, até ser indicado pelo mesmo a assumir o cargo de Conselheiro do Tribunal de Contas do Estado do RS.
Foi empossado Conselheiro do Tribunal de Contas do Estado do Rio Grande do Sul (TCE-RS) em julho de 2016. E eleito Presidente da mesma Instituição para o Biênio  2022/2023, empossado em 14 de Dezembro de 2021.

### Histórico eleitoral
- Eleito Prefeito do município de Guaporé no Rio Grande do Sul em 1988.
- Eleito Deputado Estadual em 1994 com 22.176 votos para Assembleia Legislativa do Estado do Rio Grande do Sul.
- Reeleito Deputado Estadual no Rio Grande do Sul em 1998, com 29.726 votos.[6]
- Reeleito Deputado Estadual no Rio Grande do Sul em 2002, com 38.198 votos.[7]
- Reeleito Deputado Estadual no Rio Grande do Sul em 2006, com 44.816 votos.[8]
- Reeleito Deputado Estadual no Rio Grande do Sul em 2010, com 45.631 votos.[9]
- Reeleito Deputado Estadual no Rio Grande do Sul em 2014, com 44.856 votos.